# هربرت راوسون
هربرت راوسون (به انگلیسی: Herbert Rawson) بازیکن فوتبال زادهٔ ۳ سپتامبر ۱۸۵۲ اهل کشور انگلستان بود که سابقهٔ بازی در تیم ملی فوتبال انگلستان را در کارنامهٔ خود دارد. وی در تاریخ ۶ مارس ۱۸۷۵ تنها بازی ملی خود را در مقابل تیم ملی فوتبال اسکاتلند انجام داد.